# Robert Glasper
Robert Andre Glasper (Houston, 6 aprile 1978) è un pianista e produttore discografico statunitense.
Con gli album Black Radio (2012) e Black Radio III (2022) ha vinto due Grammy Award al miglior album R&B.

## Biografia
Nato in Texas, si è formato a New York.
Qui ha incontrato Bilal, con cui ha collaborato. Oltre che con Bilal, ha collaborato con Mos Def e ha portato il suo contributo negli album di Q-Tip, Kanye West, J Dilla, Erykah Badu, Jay-Z, Common, Talib Kweli e altri artisti.
Nel 2004 ha pubblicato il suo primo album discografico Mood. Attraverso la Blue Note Records ha pubblicato l'anno seguente Canvas. Segue In My Element (2006).
Nel 2009, con Double-Booked, ha sperimentato anche il funk e ha collaborato con Questlove.
Nel febbraio 2012 ha pubblicato Black Radio, a cui hanno partecipato tra gli altri Lupe Fiasco, Lalah Hathaway e Yasiin Bey. Nell'ambito dei Grammy Awards 2013 ha vinto il Grammy Award al miglior album R&B.
In Black Radio 2 (ottobre 2013) collaborano nuovamente Lupe Fiasco e Lalah Hathaway. 
Nel corso degli anni successivi, l'artista ha continuato a realizzare vari album in autonomia ed a collaborare con altri artisti, prendendo parte a registrazioni ed esibizioni di interpreti come Common, Nelly, Christina Aguilera, Kendrick Lamar, Andra Day e altri. Nel 2023 vince per la seconda volta il Grammy Award al miglior album R&B per il progetto discografico Black Radio III.

## Discografia
Album in studio
- 2004 - Mood
- 2005 - Canvas
- 2007 - In My Element
- 2009 - Double-Booked
- 2012 - Black Radio
- 2013 - Black Radio 2
- 2015 - Covered
- 2016 - Everything's Beautiful
- 2016 - ArtScience
- 2019 - Fuck You Feelings
- 2020 - Dinner Party
- 2022 - Black Radio III

EP
- 2012 - Black Radio Recovered: The Remix EP
- 2014 - Porter Chops Glasper